# Laboratoire national d'appui au développement agricole
Le Laboratoire national d'appui au développement agricole ou LANADA créé par le décret no 2013-329 du 22 mai 2013 portant attribution, organisation et fonctionnement dudit laboratoire. Il est placé sous la tutelle du Ministère de l'Agriculture et du Dévéloppement Rural.

## Historique
Il a été Créé par décret no 91-760 du 14 novembre 1991 et modifié par le décret no 99-439 du 7 juillet 1999 puis par décret no 2013-329 du 22 mai 2013.

## Mission
LANADA dispose de neuf laboratoires répartis sur l'ensemble du territoire ivoirien et orientés dans des domaines différents à savoir; pathologie animale, hygiène alimentaire, nutrition animale, insémination artificielle, écotoxicologie, phytotechnie. Les objectifs de cette mission d'appui étaient d'évaluer ces structures sur le plan technique, scientifique, administratif et financier, et de présenter des propositions à court terme ainsi qu'une stratégie à moyen terme,.

## Objectif
L'objet des missions de LANADA est d'apporter un appui technique et scientifique à l'amélioration qualitative quantitative des productions agricoles des principales filières (cacao, café, anacarde, coton, céréales, thon, viandes, etc.) et mettre à la dispositions des autorités compétenteces ivoiriennes des données scientifiques fiables, pour l'évaluation et la getion risques sanitaires et environnementaux,.